# Sporting Club Abbeville (hockey sur gazon)
Cet article concerne la section hockey sur gazon du SC Abbeville. Pour le club de football, voir Sporting Club Abbeville Foot Côte Picarde.
Maillots
Le Sporting Club Abbeville est un club omnisports français basé à Abbeville comprenant notamment une section de hockey sur gazon.
L’ambition du SCA Hockey s’articule autour de deux objectifs :
- maintenir le niveau sportif de ses différentes équipes en s’appuyant sur une politique de développement et de formation ;
- affirmer la mission éducative du club au travers de ses valeurs : « faire les choses sérieusement, sans se prendre au sérieux. »

Le hockey sur gazon, discipline olympique, est un sport d’équipe pour garçons et filles alliant adresse, rapidité et originalité technique dans un esprit toujours respectueux du fair-play. Le hockey est un excellent sport pour le développement moteur et psychique de l’enfant, il favorise la coordination, la perception de l’espace et le plaisir de partager de bons moments en équipe.

## Histoire

### Généralités
La section hockey sur gazon du S.C.Abbeville a été créée en 1922.
Le club est affilié à la Fédération française de hockey depuis le 15 janvier 1924.

### Principaux événements organisés par le S.C. Abbeville
- 1999 : 13e Coupe des Alpes féminine (Autriche, France, Italie, République Tchèque)
- 2001 : Qualificatifs Coupe du monde féminine (Angleterre, Belgique, Canada, Écosse, France, Inde, Irlande, Japon, Kazakhstan, Kenya, Lituanie, Malaysia, Russie, Ukraine, Uruguay, États-Unis)
- 2011 : Championnat d'Europe de hockey en salle féminin (Groupe B) EuroHockey Nations Championship

## Palmarès

### Titres et trophées
| Compétitions masculines | Compétitions féminines                  | Compétitions jeunes                                                                                             |
| --- | --------------------------------------- | --- |
| Elite - Vice-champion de France : 1967 Nationale 2 - Champion de France : 1965 - Champion régional : 2012 Coupe de France - Demi-finale : 1929 - Quart de finale : 1938 et 1972 | Elite Salle - Champion de France : 2010 | U18 Salle - Vice-champion de France : 2013 U14 - Champion de France : 2009 U12 Salle - Champion régional : 2013 |

### Historique des championnats disputés

#### Masculins
Le tableau suivant indique le championnat disputé par le club au cours des saisons depuis 1964.
| Saison    | Rang I               | Rang II              | Rang III | Rang IV | Rang V |
| --------- | -------------------- | -------------------- | -------- | ------- | ------ |
| 1964-1965 |                      | Nationale 2 Première |          |         |        |
| 1965-1966 | Nationale 1 Première |                      |          |         |        |
| 1966-1967 | Nationale 1 Première |                      |          |         |        |
| 1967-1968 | Nationale 1 Première |                      |          |         |        |
| 1968-1969 | Nationale 1 Première |                      |          |         |        |
| 1969-1970 | Nationale 1 Première |                      |          |         |        |
| 1970-1971 | Nationale 1 Première |                      |          |         |        |
| 1971-1972 | Nationale 1 Première |                      |          |         |        |

| Saison    | Rang I | Rang II              | Rang III             | Rang IV              | Rang V              | Rang VI |
| --------- | ------ | -------------------- | -------------------- | -------------------- | ------------------- | ------- |
| 2011-2012 |        |                      | Nationale 2 Première |                      | Régionale 1 Réserve |         |
| 2012-2013 |        | Nationale 1 Première |                      |                      | Régionale 1 Réserve |         |
| 2013-2014 |        | Nationale 1 Première |                      |                      | Régionale 1 Réserve |         |
| 2014-2015 |        |                      | Nationale 2 Première | Nationale 3 Réserve  |                     |         |
| 2015-2016 |        |                      |                      | Nationale 3 Première |                     |         |
| 2016-2017 |        |                      | Nationale 2 Première |                      |                     |         |
| 2017-2018 |        |                      | Nationale 2 Première |                      |                     |         |
| 2018-2019 |        |                      | Nationale 2 Première |                      |                     |         |
| 2019-2020 |        |                      | Nationale 2 Première |                      |                     |         |
| 2020-2021 |        |                      | Nationale 2 Première |                      |                     |         |
| 2021-2022 |        |                      | Nationale 2 Première |                      |                     |         |

## Personnalités du club

### Présidents
| Nom              | Période     |
| ---------------- | ----------- |
| Xavier Mennesson | 2005-2012   |
| Pierre Weber     | 2012-2015   |
| Antoine Nollet   | Depuis 2015 |

## Infrastructures
Depuis 1999, le SCA dispose d’installations sportives de premier plan :
- un terrain synthétique arrosé au Centre Robert Viarre : il offre des conditions optimales pour l’apprentissage des jeunes et la progression de nos équipes séniors ;
- le gymnase du Champ de Mars ainsi que le Centre omnisports pour la pratique du hockey en salle ;
- un club-house situé dans l’enceinte du Centre Robert Viarre.